# Жељко Обрадовић
Желимир Жељко Обрадовић (Чачак, 9. март 1960) српски је кошаркашки тренер и бивши кошаркаш. Тренутно је тренер Партизана. Најуспешнији је европски кошаркашки тренер у историји.
Обрадовић је у својој тренерској каријери освојио укупно 65 трофеја и признања. Међу њима се истичу девет титула у Евролиги коју је освајао с пет различитих клубова при чему је чак осамнаест пута био члан фајнал фора Евролиге. Поред успеха које је остварио на клупском, Обрадовић се и те како истакао и на репрезентативном нивоу — с репрезентацијом СР Југославије био је првак Европског првенства 1997. и Светског првенства 1998.

## Каријера
Завршио је средњу техничку школу. Релативно касно је заиграо за националну селекцију, y 28. години на Олимпијским играма y Сеулу 1988. (сребрна медаља). Његова играчка каријера је привремено прекинута када је осуђен на две године затвора јер је усмртио пешака у саобраћајној несрећи, после чега је одслужио војни рок у ЈНА. Због тога је пропустио сезону 1988/1989. 
Са репрезентацијом је освојио златну медаљу на Светском првенству у кошарци 1990. y Аргентини. За тренерску каријеру захвалан је Драгану Кићановићу, професору Аци Николићу и Душану Ивковићу.
Један је од најуспешнијих кошаркашких тренера y Европи. Једини је y свету освајао златне медаље на шампионатима света и као играч и као тренер. Са Партизаном је 1992. освојио Куп шампиона Европе, a исто поновио 1994. са шпанским Хувентудом, 1995. са Реал Мадридом, пет пута са Панатинаикосом (2000, 2002, 2007, 2009 и 2011) и једном са Фенербахчеом (2017). Са Реалом је 1997. освојио Куп Рајмунда Сапорте, исте године са италијанским Бенетоном осваја Суперкуп Италије, са Панатинаикосом је 11 пута био првак Грчке а седам пута је освојио куп. У сезони 2006/07. Обрадовић је предводио Панатинаикос до троструке круне и добио награду „Александар Гомељски“ која се додељује најбољем европском тренеру. Ту награду је поново добио 2011. када је са екипом ПАО-а по пети пут освојио Евролигу. Грчког великана је напустио на крају сезоне 2011/12. У лето 2013. преузима турски Фенербахче. Провео је наредних седам сезона као тренер Фенербахчеа. Током тог периода је освојио једну Евролигу (2016/17), док је два пута изгубио у финалу (2015/16, 2017/18). У домаћим такмичењима је освојио четири титуле првака Турске, као и по три трофеја у Купу и Суперкупу Турске. У јуну 2020. је напустио Фенербахче.
Обрадовић је 25. јуна 2021. године потписао трогодишњи уговор са београдским Партизаном, враћајући се у свој бивши клуб након 28 година. Са Партизаном је у сезони 2022/23. освојио АБА лигу.
Са репрезентацијом СРЈ је 1995, заједно са Душаном Ивковићем, освојио Првенство Европе y Атини. Наредне године је постао први тренер репрезентације и освојио сребрну медаљу на Олимпијским играма 1996. y Атланти, а затим и златне медаље на Европском првенству 1997. y Шпанији и на Светском првенству 1998. у Грчкој. Такође има и бронзану медаљу са Европског првенства 1999. y Француској.

## Успеси

### Играчки

#### Клупски
- Партизан:
  - Првенство Југославије (1): 1986/87.
  - Куп Југославије (1): 1988/89.
  - Куп Радивоја Кораћа (1): 1988/89.

#### Репрезентативни
- Олимпијске игре 1988:
- Светско првенство 1990:

### Тренерски

#### Клупски
- Партизан:
  - Евролига (1): 1991/92.
  - Првенство Југославије (1): 1991/92.
  - Куп Југославије (1): 1991/92.
  - Јадранска лига (2): 2022/23, 2024/25.
  - Првенство Србије (1): 2024/25.
- Хувентуд:
  - Евролига (1): 1993/94.
- Реал Мадрид:
  - Евролига (1): 1994/95.
  - Куп Рајмунда Сапорте (1): 1996/97.
- Бенетон:
  - Куп Рајмунда Сапорте (1): 1998/99.
  - Суперкуп Италије (1): 1997.
- Панатинаикос:
  - Евролига (5): 1999/00, 2001/02, 2006/07, 2008/09, 2010/11.
  - Првенство Грчке (11): 1999/00, 2000/01, 2002/03, 2003/04, 2004/05, 2005/06, 2006/07, 2007/08, 2008/09, 2009/10, 2010/11.
  - Куп Грчке (7): 2003, 2005, 2006, 2007, 2008, 2009, 2012.
- Фенербахче:
  - Евролига (1): 2016/17.
  - Првенство Турске (4): 2013/14, 2015/16, 2016/17, 2017/18.
  - Куп Турске (3): 2016, 2019, 2020.
  - Куп Председника (3): 2013, 2016, 2017.

#### Појединачни
- Тренер године Евролиге (3): 2006/07, 2010/11, 2016/17.
- Тренер сезоне Јадранске лиге (2): 2021/22, 2022/23.

#### Репрезентативни
- Европско првенство 1995:  (асистент)
- Олимпијске игре 1996:
- Европско првенство 1997:
- Светско првенство 1998:
- Европско првенство 1999: